# Phellinaceae
Phellinaceae é uma família de plantas angiospérmicas (plantas com flor - divisão Magnoliophyta), pertencente à ordem Asterales.
A ordem à qual pertence esta família está por sua vez incluida na classe Magnoliopsida (Dicotiledóneas): desenvolvem portanto embriões com dois ou mais cotilédones.
Esta família possuí apenas um género (Phelline), de distribuição tropical e endémico da Nova Caledónia
No antigo sistema de classificação de Cronquist, este género era incluido na família Aquifoliaceae, na ordem Celastrales.

## Algumas espécies
- Phelline billardieri
- Phelline comosa
- Phelline confertifolia
- Phelline lucida
- Phelline wagapensis